# Pavel Holländer
Pavel Holländer (* 23. února 1953 Lučenec) byl v letech 1993–2013 soudcem Ústavního soudu České republiky, v letech 2003–2013 byl i jeho místopředsedou. Přednáší na Právnické fakultě Masarykovy university a Právnické fakultě Univerzity Palackého.

## Biografie
Studium práv zakončil v roce 1976, poté působil na Právnické fakultě Univerzity Komenského v Bratislavě. Byl dlouholetým členem Komunistické strany Československa, po sametové revoluci ze strany vystoupil. Ústavním soudcem byl dvě po sobě jdoucí funkční období, od 15. července 1993 a od 6. srpna 2003.
Profesor Holländer je považován za jednoho z nejvlivnějších českých právníků současnosti. Od roku 2003 je členem Učené společnosti ČR. V roce 2007 dostal nejvíce hlasů v anketě Hospodářských novin o intelektuálně nejvlivnějšího českého právníka, hlavně jako vůdce názorové většiny na Ústavním soudu. V roce 2009 se stal Právníkem roku v oboru občanských (lidských) práv a svobod včetně práva ústavního.
Slovenský prezident Andrej Kiska mu 7. ledna 2016 na Bratislavském hradě udělil Řád bílého dvojkříže II. třídy.

## Dílo
- Základy všeobecné státovědy, 1995
- Nástin filosofie práva, 2003
- Ústavněprávní argumentace – ohlédnutí po deseti letech Ústavního soudu, 2004
- Filosofie práva, 2006